# Połęcko (powiat krośnieński)
Połęcko – wieś w Polsce, położona w województwie lubuskim, w powiecie krośnieńskim, w gminie Maszewo.
We wsi funkcjonuje przeprawa promowa przez Odrę.
W latach 1975–1998 miejscowość należała administracyjnie do województwa zielonogórskiego.